# 張進篆
張進篆（？—？），宣府前卫人，清朝政治人物。监生出身。
康熙二十四年，擔任廣東廣州府永安縣知縣（現紫金縣知縣）。后由陳廷康接任。